# ویدفورد، هرتفوردشر
ویدفورد (به انگلیسی: Widford) یک روستا و محله مدنی در بریتانیا است که در East Hertfordshire واقع شده‌است. ویدفورد ۵۳۴ نفر جمعیت دارد.